# Francisco Xavier Gomes de Sepúlveda
Francisco Xavier Gomes de Sepúlveda ou Abade de Rebordãos (1761 - 1851) foi sacerdote secular e escritor português. nasceu em Logroño, Espanha. Veio para Portugal, cidade de Bragança ainda muito jovem, tendo aí feito os seus estudos. Em 1790 tornou-se abade de Rebordãos. Mais tarde entre 1817 e 1818) foi reitor do Seminário de Bragança.
Homem muito combativo, envolveu-se activamente na política do seu tempo e travou acesas polémicas com personagens diversas, entre as quais o abade de Medrões, Inocêncio António de Miranda, e o bispo de Bragança, D. António Cabral da Câmara. Em 1803, publicou a Dissertação Histórico-Critica sobre a Comunhão Frequente e Quotidiana, em que a Doutrina dos Santos Padres, do Concílio Tridentino, dos Sumos Pontífices, etc., em que se insurge contra a comunhão diária. 
Em 1834, tomou posições opostas às directivas das autoridades eclesiásticas e, embora não perfilhasse a ideologia liberal, opôs-se frontalmente, com diversos textos que publicou, a freiras e ex-padres ultra conservadores que tentavam provocar um
cisma na igreja portuguesa. Do francês, traduziu o Resumo Histórico da Vida e Pontificado de Pio VI, de Blanchard.